# Joelle Ludwig
Joelle Ludwig (* 28. März 1991 in München) ist eine deutsche Schauspielerin italienisch-griechischer Herkunft.

## Filmografie
- 1997–98: Der Bergdoktor als Julia Burgner (Fernsehserie, 17 Folgen)
- 1999: Dr. Stefan Frank – Der Arzt, dem die Frauen vertrauen – Die Zeit danach
- 2000: Der Nebelmörder (Fernsehfilm)
- 2001: Tierarzt Dr. Engel (Fernsehserie, eine Folge)
- 2002: Verdammt verliebt (Fernsehserie, 26 Folgen)
- 2006: Warchild – Die Vermissten (Warchild)